# Pauselijk Instituut voor Arabische en Islamitische Studies
Het Pauselijk Instituut voor Arabische en Islamitische Studies, of Pontificio Istituto di Studi Arabi e d'Islamistica, meestal afgekort tot P.I.S.A.I. of PISAI, is een rooms-katholiek, bij de Romeinse Curie aangesloten Instituut dat tot doel heeft het onderwijzen van de Arabische taal en de islamitische godsdienst en cultuur, ter bevordering van een vruchtbare dialoog tussen christendom en islam.

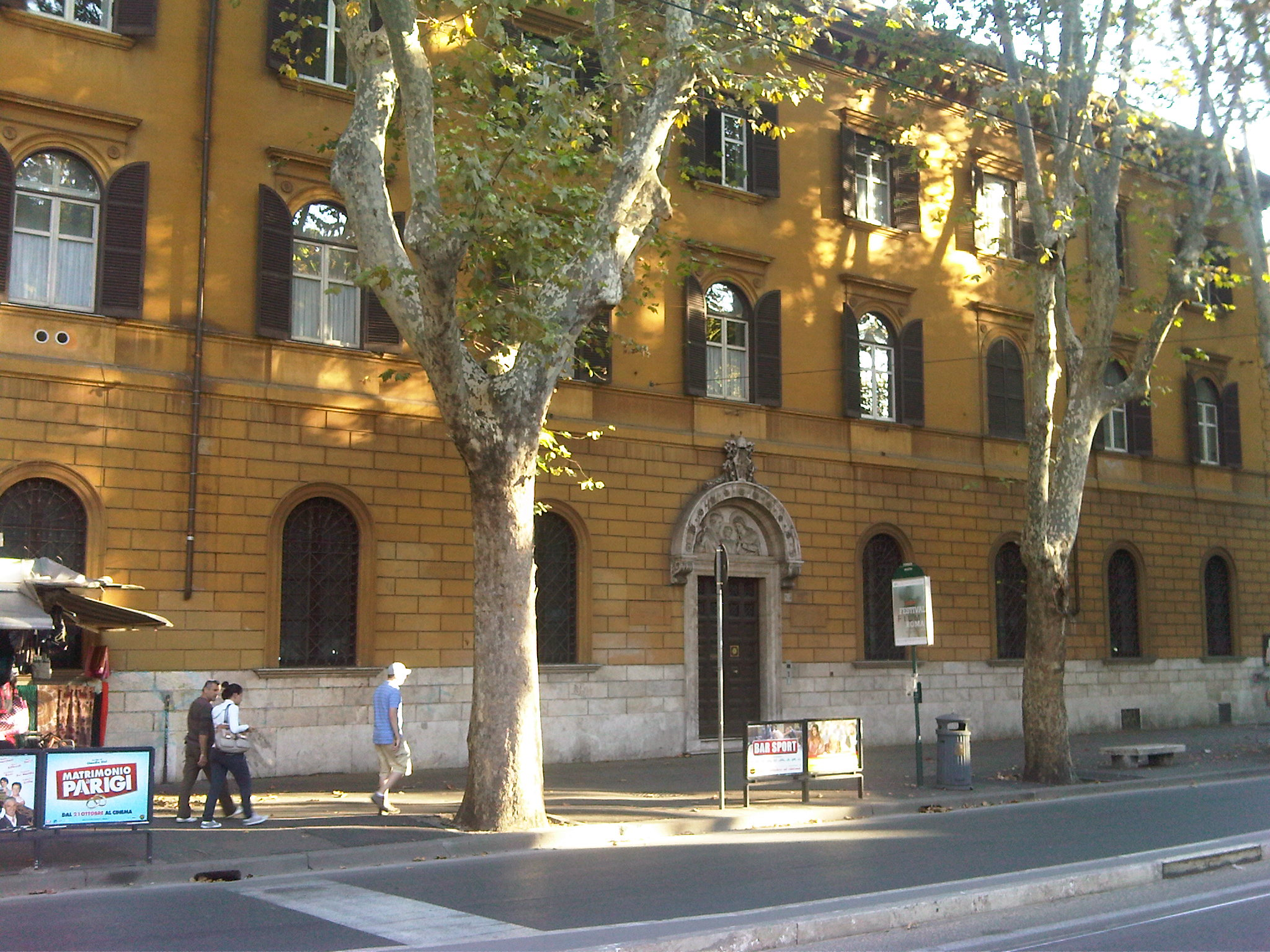
PISAI, Viale di Trastevere 89, Rome

## Het Instituut
Het Instituut werd in 1926 te Tunis opgericht door de Afrikaanse Witte Paters met het oog op de training van missionarissen. In de begintijd was het nog niet onafhankelijk: tussen 1926 en 1949 vormde het een onderdeel van het Institut des Belles Lettres Arabes (IBLA) in Tunesië.
In 1949 werd het Instituut onafhankelijk en verhuisde het naar La Manouba, een buitenwijk van Tunis. Het instituut werd toen Groot-seminarie van de Witte Paters genoemd. Op 19 maart 1960 werd de status meer officieel, werden de diploma's erkend en veranderde de naam van het instituut in Pontificio Istituto Superiore di Studi Orientali.
In juli 1964 verhuisde het Instituut naar Rome, als gevolg van nieuwe afspraken tussen de Heilige Stoel en de Tunesische autoriteiten en als gevolg van nationalisatie van grondgebied dat aan buitenlanders toebehoorde. In zijn encycliek Ecclesiam Suam ontvouwde paus Paulus VI een programma voor de dialoog met niet-christenen, dat een ondersteuning betekende voor de taken van het Instituut.
Dankzij de persoonlijke belangstelling van Paulus VI kreeg het Instituut in 1967 onderdak in Palazzo dell'Apollinare. In 1981 kreeg het Instituut zijn huidige naam: Pontificio Istituto di Studi Arabi e d'Islamistica. Het Instituut verhuisde in 1990 naar Palazzo Mastai.
Sinds 2006 is Valentino Cottini MCCI rector van het instituut.

## Publicaties
- Études Arabes - dossiers (Arabische themateksten met diverse vertalingen)
- Studi Arabo-Islamici del PISAI (monografie-reeks)
- Encounters (tijdschrift in het Engels; 10 afleveringen per jaar)
- Islamochristiana (jaarboek)